# Joseph Quinn

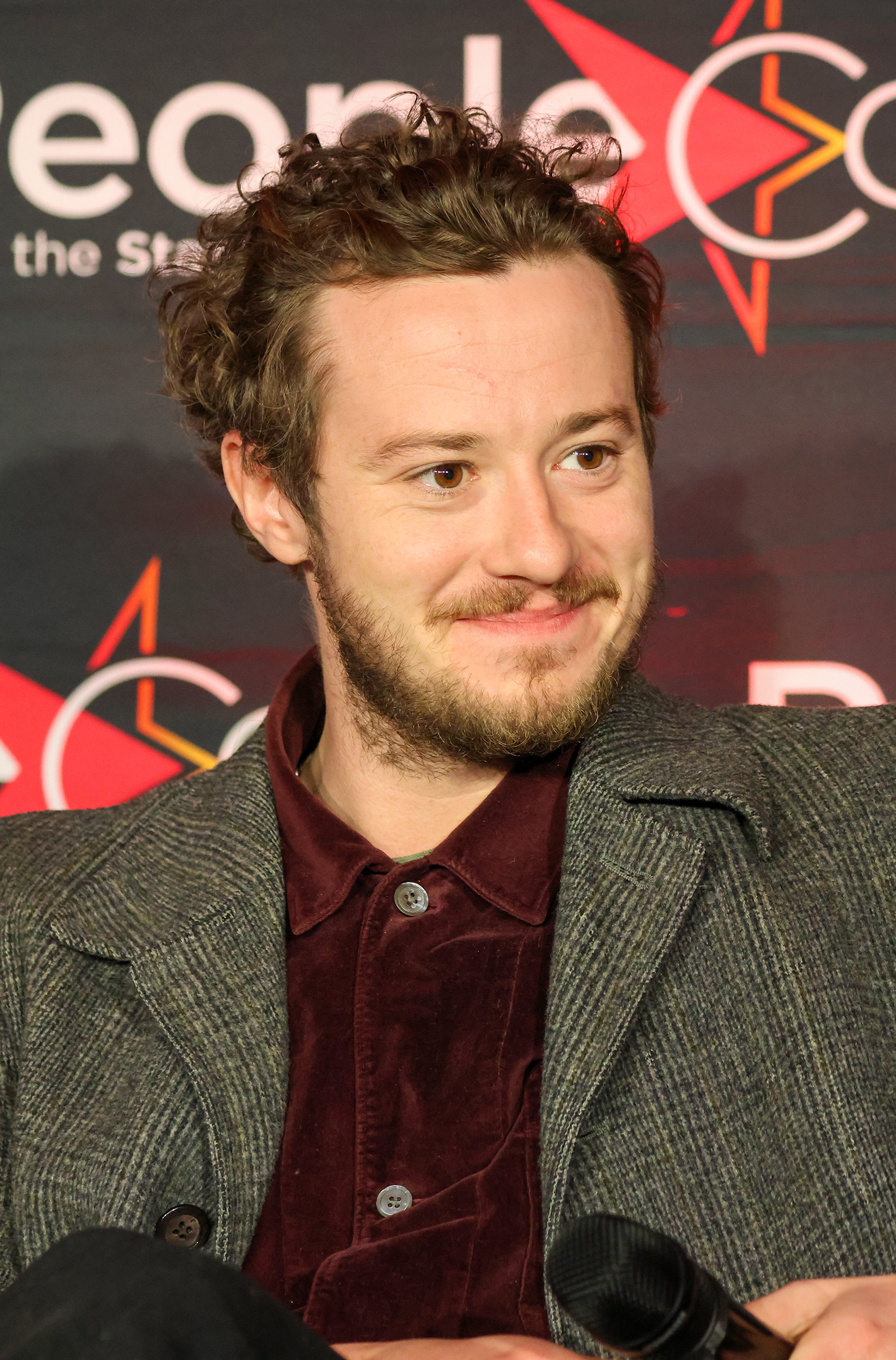
Joseph Quinn (2022)

Joseph Quinn (ur. 26 stycznia 1994 w Londynie) – brytyjski aktor, który grał w filmie Gladiator II i serialu Stranger Things.

## Życiorys
Joseph urodził i wychowywał się w południowym Londynie. Od 2007 do 2012 roku uczęszczał do Emanuel School, prywatnej szkoły, która w ramach programu nauczania dramatu umożliwiała mu skorzystanie ze zniżki w czesnym. W 2015 roku ukończył studia w London Academy of Music and Dramatic Art.

## Kariera
Po ukończeniu London Academy of Music and Dramatic Art Joseph zdobył główną rolę w serialu Dimensiada, wcielając się w Arthura Havishama. W 2017 roku wystąpił w seriali Howards End. W tym samym roku wystąpił w siódmym sezonie serialu Gra o Tron, w którym wcielił się w rolę Konera, żołnierza rodu Starków.
W 2018 roku brytyjskie czasopismo Screen International nazwało go "Gwiazdą Jutra" (ang. Star of Tomorrrow).
W 2019 roku Quinn otrzymał rolę Eddiego Munsona w czwartym sezonie serialu Stranger Things. Prace na planie odbyły się w 2021 roku. Za tę rolę został nominowany do Nagrody Saturna w kategorii "Best Supporting Actor in a Streaming Series". W 2023 roku wygrał MTV Movie Award za rolę w serialu.
W sierpniu 2022 roku Joseph Quinn rozpoczął współpracę z agencją Creative Artists Agency (CAA). Quinn był narratorem zwiastuna gry Lords of the Fallen. W październiku 2022 roku został twarzą marki Gris Dior. W trakcie Newport Beach Film Festival amerykański tygodnik Variety umieścił aktora na liście 10 Actors to Watch. W listopadzie tego samego roku międzynarodowe czasopismo GQ nadało mu status "Człowieka Roku".
Po wystąpieniu w Stranger Things Joseph zaczął pojawiać się w coraz większych filmowych produkcjach. Najpierw wystąpił w horrorze Ciche miejsce: Dzień pierwszy, w reżyserii Michaela Sarnoskiego. W filmie Gladiator II, którego reżyserem był Ridley Scott, Quinn wcielił się w rolę cesarza Gety.
W lutym 2024 roku Marvel Studios ogłosiło, że Joseph Quinn wcieli się w rolę Johnny'ego Storma / Ludzkiej Pochodni w nadchodzącym filmie Fantastyczna 4: Pierwsze kroki, którego amerykańska premiera planowana jest na 25 lipca 2025 roku. W tej roli Quinn ma również wystąpić w filmach Avengers: Doomsday (2026) i Avengers: Secret Wars (2027).
Pod koniec marca 2025 roku brytyjski reżyser Sam Mendes potwierdził, że wyreżyseruje filmową biografię zespołu The Beatles, a Joseph Quinn wcieli się w rolę George'a Harrisona.

## Filmografia

### Filmy
| Rok  | Tytuł                          | Tytuł oryginalny                | Rola                           | Uwaga         | Źr.           |
| ---- | ------------------------------ | ------------------------------- | ------------------------------ | ------------- | ------------- |
| 2018 | Operacja Overlord              | Overlord                        | Grunauer                       |               | [ 26 ]        |
| 2019 | Make Up                        | Make Up                         | Tom                            |               | [ 26 ]        |
| 2023 | Skarby                         | Hoard                           | Michael                        |               | [ 26 ]        |
| 2024 | Ciche miejsce: Dzień pierwszy  | A Quiet Place: Day One          | Eric                           |               | [ 18 ]        |
| 2024 | Gladiator II                   | Gladiator II                    | Geta                           |               | [ 19 ] [ 20 ] |
| 2025 | Warfare                        | Warfare                         | Sam                            |               | [ 27 ]        |
| 2025 | Fantastyczna 4: Pierwsze kroki | The Fantastic Four: First Steps | Johnny Storm / Ludzka Pochodna | Postprodukcja | [ 21 ]        |
| 2026 | Avengers: Doomsday             | Avengers: Doomsday              | Johnny Storm / Ludzka Pochodna | W produkcji   | [ 28 ]        |

### Seriale
| Rok       | Tytuł            | Tytuł oryginalny    | Rola            | Uwaga                     | Źr.          |
| --------- | ---------------- | ------------------- | --------------- | ------------------------- | ------------ |
| 2011      | Postcode         | Postcode            | Tim             | Pierwszy odcinek          | [ 29 ]       |
| 2015–2016 | Dimensiada       | Dickensian          | Arthur Havisham | 19 odcinków               | [ 5 ]        |
| 2019      | Gra o Tron       | Game of Thrones     | Koner           | Sezon 7, odcinek 4        | [ 8 ]        |
| 2019      | Howards End      | Howards End         | Leonard Bast    | 4 odcinki                 | [ 7 ]        |
| 2019      | Timewasters      | Timewasters         | Ralph           | 2 odcinki                 | [ 30 ]       |
| 2018      | Nędznicy         | Les Misérables      | Enjolras        | 3 odcinki                 | [ 31 ]       |
| 2019      | Katarzyna Wielka | Catherine the Great | Paweł I Romanow | 4 odcinki                 | [ 31 ]       |
| 2020      | Cormoran Strike  | Strike              | Billy Knight    | 4 odcinki                 | [ 31 ]       |
| 2020      | Mały topór       | Small Axe           | PC Dixon        | Antologia, część Mangrove | [ 32 ]       |
| 2022      | Stranger Things  | Stranger Things     | Eddie Munson    | 4 sezon                   | [ 3 ] [ 10 ] |

### Teatr
| Rok  | Tytuł            | Rola             | Reżyseria           | Teatr                                    | Źr.           |
| ---- | ---------------- | ---------------- | ------------------- | ---------------------------------------- | ------------- |
| 2016 | Deathwatch       | Morris           | Geraldine Alexander | Print Room                               | [ 33 ]        |
| 2017 | Wish List        | Dean             | Matthew Xia         | Royal Court Theatre                      | [ 34 ]        |
| 2017 | Mosquitoes       | Luke             | Rufus Norris        | Royal National Theatre                   | [ 33 ] [ 35 ] |
| ?    | The Seagull      | Konstantin       | Joseph Blatchley    | London Academy of Music and Dramatic Art | [ 33 ] [ 36 ] |
| ?    | Tytus Andronikus | Titus Andronicus | Rodney Cottier      | London Academy of Music and Dramatic Art | [ 33 ] [ 36 ] |
| ?    | Henry IV, Part 1 | Książę Hal       | John Bashford       | London Academy of Music and Dramatic Art | [ 33 ] [ 36 ] |

## Nagrody i nominacje
| Rok  | Ceremonia                       | Kategoria                                   | Produkcja                     | Rezultat  | Źr.    |
| ---- | ------------------------------- | ------------------------------------------- | ----------------------------- | --------- | ------ |
| 2022 | BreakTudo Awards                | International Crush                         |                               | Nominacja | [ 29 ] |
| 2022 | Nagroda Saturn                  | Best Supporting Actor in a Streaming Series | Stranger Things               | Nominacja | [ 11 ] |
| 2023 | MTV Movie Award                 | Najlepsza rola przełomowa                   | Stranger Things               | Wygrana   | [ 12 ] |
| 2023 | Just About Write Awards         | Outstanding Supporting Performance - Drama  | Stranger Things               | Nominacja | [ 29 ] |
| 2024 | British Independent Film Awards | Best Joint Lead Performance                 | Skarby                        | Nominacja | [ 29 ] |
| 2024 | Digital Spy Reader Awards       | British Rising Star                         | Skarby                        | Nominacja | [ 29 ] |
| 2024 | Digital Spy Reader Awards       | British Rising Star                         | Ciche miejsce: Dzień pierwszy | Nominacja | [ 29 ] |